# Constitution de la Basse-Saxe
La Constitution de la Basse-Saxe du 19 mai 1993 (Niedersächsische Verfassung vom 19. Mai 1993, NV) est l’actuelle constitution du Land de Basse-Saxe ; elle fut adoptée le 19 mai 1993 et entra en vigueur le 1er juin suivant.
Elle remplaçait la Constitution provisoire de la Basse-Saxe du 13 avril 1951 (Vorläufige Niedersächsische Verfassung vom 13. April 1951, VNV), qui était en vigueur depuis 1951 et qui, de la même manière que la Loi fondamentale de la République fédérale d’Allemagne à l’origine, devait ne servir que jusqu’à la réunification du pays.

## Structure
- Préambule
- Première section : Fondements du pouvoir politique, droits fondamentaux et objectifs de l’État
- Deuxième section : Le Landtag
- Troisième section : Le Gouvernement provincial
- Quatrième section : La législation
- Cinquième section : Initiatives populaires, plébiscites et référendums
- Sixième section : La juridiction
- Septième section : L’administration
- Huitième section : Les questions financières
- Neuvième section : Dispositions transitoires et finales

## Organes
- Landtag de Basse-Saxe
- Gouvernement provincial de Basse-Saxe
- Cour constitutionnelle de Basse-Saxe